# Klemen Bergant
Klemen Bergant (ur. 14 września 1966 w Lublanie) – słoweński narciarz alpejski reprezentujący także Jugosławię.

## Kariera
W 1988 roku podczas igrzysk olimpijskich w Calgary zajął 16. miejsce w supergigancie i 15. miejsce w slalomie gigancie. W konkursie slalomu mężczyzn nie ukończył swojego przejazdu. Cztery lata później, na igrzyskach w Albertville wystartował jako reprezentant Słowenii w slalomie mężczyzn i został sklasyfikowany na 24. pozycji.
W listopadzie 1986 roku wystąpił także w zawodach Pucharu Świata w Sestriere i zajął w nich 14. miejsce. Pozwoliło mu to zająć 95. miejsce w klasyfikacji końcowej Pucharu Świata w sezonie 1986/1987.

## Osiągnięcia

### Igrzyska olimpijskie
| Miejsce | Dzień     | Rok  | Miejscowość | Konkurencja | Czas biegu | Strata | Zwycięzca            |
| ------- | --------- | ---- | ----------- | ----------- | ---------- | ------ | -------------------- |
| 16.     | 21 lutego | 1988 | Calgary     | Supergigant | 1:39,66    | +3,75  | Franck Piccard       |
| 15.     | 25 lutego | 1988 | Calgary     | Gigant      | 2:06,37    | +4,67  | Alberto Tomba        |
| DNF1    | 27 lutego | 1988 | Calgary     | Slalom      | 1:39.47    | -      | Alberto Tomba        |
| 24.     | 22 lutego | 1992 | Albertville | Slalom      | 1:44,39    | +8,13  | Finn Christian Jagge |

### Puchar Świata

#### Miejsca w klasyfikacji generalnej
- sezon 1986/1987: 95.[1]

#### Miejsca na podium
Bergant nigdy nie stanął na podium zawodów PŚ.